# برمجية تدوين ملاحظات

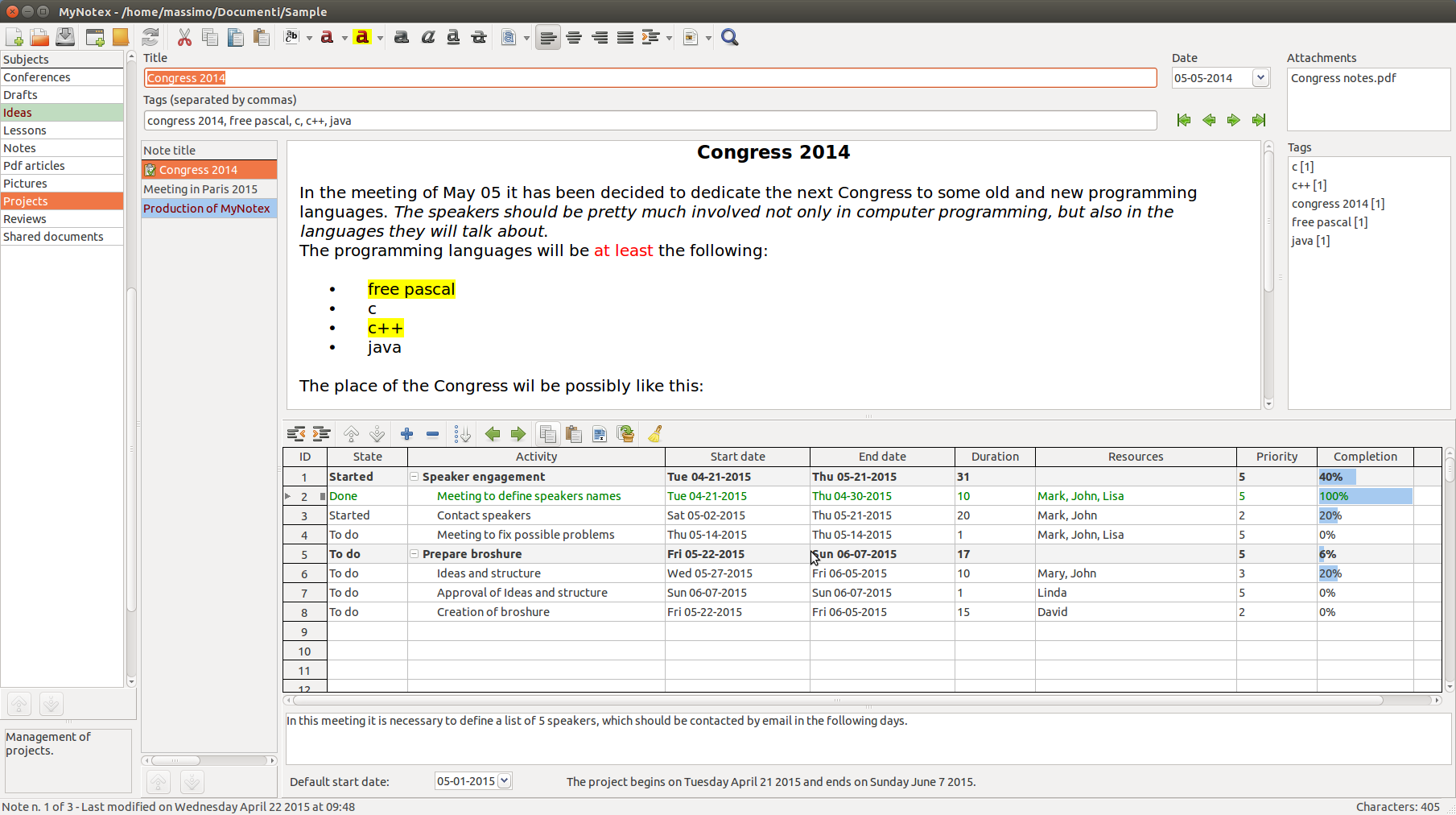
ماي نوت إكس عند تدوين مُلاحظة

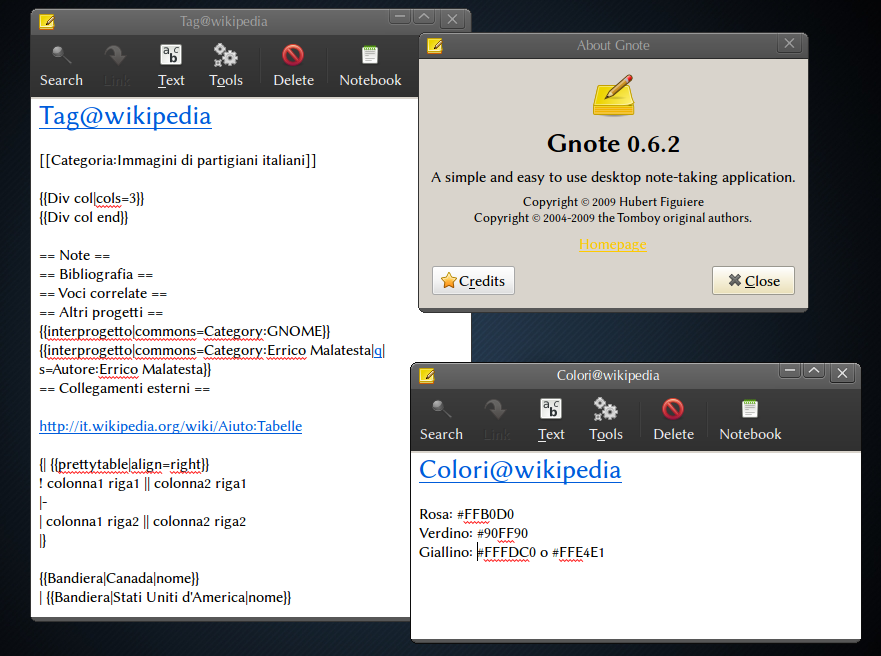
نوافذ لِمُلاحظات تطبيق جي نوت

برمجيَّات تدوين المُلاحظات هي برمجيَّات مُصمَّمة لإنشاء الملاحظات الرقميَّة وتنظيمها ومُعالجتها وتخزينها. غالِبًا ما تُستخدم هذه التطبيقات كبديل لتدوين المُلاحظات ورقيًّا؛ حيث تُمكِّن تحرير المُلاحظات فيها ومراجعتها ومشاركتها رقميًّا.
تعمل مُعظم تطبيقات تدوين المُلاحظات بشكلٍ أفضل عند استخدام قلم رقمي، وتُشبه المُلاحظات الرقميَّة المكتوبة بخط اليد إلى حدٍ كبير المُلاحظات المكتوبة ورقيًّا.

## المُميّزات
تُقدِّم تطبيقات تدوين الملاحظات مجموعة متنوعة من مزايا التعاون في الوقت الفعلي [الإنجليزية] (على عكس المُلاحظات الورقيَّة)، حيثُ تُمكِّن هذهِ التطبيقات مِن الوصول إلى المُستندات وتعديلها بواسطة عِدة مُستخدمين في نفس الوقت.
تتطلَّب مُعظم تطبيقات تدوين المُلاحظات مثل ون نوت وإيفر نوت ومُلاحظات آبل اتصالًا بالإنترنت لمزامنة بيانات [الإنجليزية] المُستخدم بين أجهزةٍ مختلفة، لكنها ستُخزِّن الملاحظات على الجهاز عند عدم الاتصال بالإنترنت حتى يتمكن المُستخدم من استخدامها، وتتمّ عمليَّة المزامنة مع الأجهزة الأخرى عند توافر اتصالٍ بالإنترنت.